# Юрковская брикетная фабрика
Юрковская брикетная фабрика — прекратившее существование предприятие топливной промышленности в городе Ватутино Черкасской области.

## История
Строительство брикетной фабрики началось в 1950 году, для выполнения работ было создано отдельное строительно-монтажное управление, в 1952 году строительство было завершено, фабрика проектной мощностью 1100 топливных брикетов в сутки была введена в эксплуатацию и в сентябре 1952 года начала производство продукции.
Топливные брикеты изготавливались из бурых углей расположенного здесь Юрковского угольного месторождения, их основным потребителем была Юрковская ТЭЦ, построенная одновременно с фабрикой и обеспечивавшая электроэнергией город и три сельских района области (Звенигородский, Катеринопольский и Шполянский).
Во второй половине 1950х годов производственные мощности фабрики превысили проектные показатели, и уже в 1957 году фабрика изготовила сверх плана 15 тыс. тонн брикетов.
В ноябре 1962 года коллективу работников фабрики было присвоено почётное звание коллектива коммунистического труда.
В августе 1986 года Совет министров УССР принял решение о проведении реконструкции фабрики (производственные мощности которой в это время составляли 500 тыс. тонн угольных брикетов в год), выполнение которой было поручено министерству промышленного строительства УССР и запланировано на 1990 год.
В целом, в советское время фабрика (входившая в состав шахтоуправления «Ватутинское») являлась одним из крупнейших предприятий города.
В 1997 году Кабинет министров Украины принял решение прекратить добычу бурого угля на шахтах Юрковского месторождения, в 1998 году шахтоуправление «Ватутинское» было закрыто. После прекращения добычи угля работа брикетной фабрики была остановлена и предприятие было закрыто.
В дальнейшем, брикетная фабрика была разобрана на кирпич.
В июле 2018 года было предложено использовать земельный участок, на котором находилась брикетная фабрика как место для строительства электростанции.

## Дополнительная информация
- макет Юрковской брикетной фабрики является одним из экспонатов Ватутинского исторического музея.